# Råsvalen (naturreservat)
Råsvalen är ett naturreservat i Lindesbergs kommun i Örebro län.
Området är naturskyddat sedan 1965 och är 7 hektar stort. Reservatet ligger vid södra ändan av sjön Råsvalen och består av gammal granskog med aspar.